# Kei Shindō
Kei Shindō (真堂 圭 Shindō Kei?,  Prefectura de Chiba, Japón, 10 de septiembre de 1984) es una seiyū japonesa, afiliada a Axlone. Su nombre de nacimiento es Kei Saitō (齋藤 圭 Saitō Kei?).

## Filmografía

### Anime
- Aoashi como Miyako Tachibana
- Battle Spirits como .
- Boku no Hero Academia como Jirō Kyōka.
- Boku no Hero Academia como Todoroki Fuyumi.
- Darker than Black: Ryūsei no Gemini como Berenice.
- Fushigiboshi no Futago Hime como Mainesy Bird, Konachi Bird, Bikane Bird
- Galilei Donna como Hazuki Ferrari.
- Glass Mask como Ruri Egawa (ep 34).
- Hanamaru Kindergarten como Anzu.
- Horizon in the Middle of Nowhere como Naomasa.
- Horizon in the Middle of Nowhere II como Naomasa.
- Ikkitousen como Ryuubi Gentoku.[2]
- Jigoku Shōjo como Aya's follower (ep 1).
- Jigoku Shōjo Futakomori como Emi Motegi (ep 7).
- Kodomo no Jikan como Kuro Kagami.
- Magic Kaito como Kenta Connelly.
- Metal Fight Beyblade como Madoka Amano.
- Mobile Suit Gundam 00 como Wang Liu Mei.[2]
- Nabari no Ou como Shijima Kurookano.
- Natsuiro Kiseki como Daiki Aizawa.
- Needless como Kanna.
- Nishi no Yoki Majo - Astraea Testament como Literature Club Member 1 (ep 4).
- No. 6 como Inukashi.
- Omamori Himari como Shizuku.
- Ore Monogatari!! como una mujer.
- Otome wa Boku ni Koishiteru como Kei Takanashi.
- Overlord como Entoma Vasilissa Zeta.
- Overlord Specials como Entoma Vasilissa Zeta.
- Pokemon XY como Mirufi (segunda generación).
- Queen's Blade Rebellion como Sainyang.
- Rosario + Vampire como Shijimi Chono.
- Speed Grapher como Kagura Tennōzu.
- Tamagotchi! como Lovelitchi/Lovelin.
- The Rolling Girls como Noriko Suzumoto.
- Ushio to Tora como Nakajima Tatsuya.
- Fate/Apocrypha como Semiramis (Aka no Assassin)
- Wan Wan Serebu Soreyuke! Tetsunoshin como Rumi Inuyama.
- Wizard Barristers: Benmashi Cecil como Natsuna Hotaru.
- Yume Tsukai como Rinko Mishima.
- Pokemon Sun and Moon como Lillie
- Pokémon Horizons como Mollie

### Videojuegos
- Atelier Rorona: The Alchemist of Arland como Lionela Heinze.
- Code 18 como Tamaki Tatekawa.
- Misshitsu no Sacrifice como Miki.
- Dream Club como Mian.
- Root Double: Before Crime*After Days como Louise Yui Sannomiya.
- Skylanders: Spyro's Adventure como Cynder.
- Skylanders: Giants como Cynder.
- Fate/Grand Order como Semiramis
- My Hero One's Justice como Kyōka Jirō.
- Arknights como Asbestos.